# Arizona State Route 85
Die Arizona State Route 85 (kurz AZ 85) ist eine State Route im US-Bundesstaat Arizona, die in Nord-Süd-Richtung verläuft.
Die State Route beginnt an der Interstate 10 nahe Buckeye und endet nach 207 Kilometern nahe Lukeville an der mexikanischen Grenze. Nach der Grenze zu Mexiko heißt sie Mexican Federal Highway 8. Bei Gila Bend überschreitet die Straße die Interstate 8 und bei Ajo trifft der Highway auf die Arizona State Route 86.